# Matschies trädkänguru
Matschies trädkänguru (Dendrolagus matschiei) är en pungdjursart som beskrevs av Johann Reinhold Forster och Lionel Walter Rothschild, 2:e baron Rothschild 1907. Dendrolagus matschiei ingår i släktet trädkänguruer och familjen kängurudjur. IUCN kategoriserar arten globalt som starkt hotad. Inga underarter finns listade.
Pungdjuret förekommer i en liten region på östra Nya Guinea samt på ön Umboi. Utbredningsområdet utgörs av 1 000 till 3 300 meter höga bergstrakter som är täckta av tropisk regnskog.
Arten når en kroppslängd av 55 till 63 cm och därtill kommer en ungefär lika lång svans. Vikten varierar mellan 6 och 13 kg. Matschies trädkänguru har en kastanjebrun till rödbrun pälsfärg på ovansidan. Buken, öronens kanter, svansen och fötterna är däremot gulaktiga. På ryggens mitt förekommer en mörkare längsgående strimma. I motsats till Goodfellows trädkänguru (Dendrolagus goodfellowi) har den mörka strimman inga gula kanter. På bakfötternas tår förekommer naglar och de är ibland böjda. Artens tanduppsättning har en klaff (diastema) mellan fram- och hörntänderna. Honans pung (marsupium) är väl utvecklad.
Matschies trädkänguru har bra förmåga att klättra i träd. Den kan hoppa till en lägre belägen gren på ett annat träd över 9 meter. Den hoppar även ner till marken från 18 meters höjd utan att skada sig. När honan inte är brunstig lever varje individ ensam. De ignorerar varandra när de träffas. Födan utgörs huvudsakligen av blad som kompletteras med bär, blommor, nötter, trädens vätskor och bark samt med ungfåglar och fågelägg.
Honor kan bli brunstiga under alla årstider med 51 till 79 dagar mellanrum. Matschies trädkänguru har den längsta dräktighetstiden hos alla pungdjur. Den varar i 39 till 45 dagar. Den enda ungen kravlar fram till moderns pung och suger sig fast vid en spene där den stannar 90 till 100 dagar. Efter cirka 250 dagar observerar ungen tidvis omgivningen. Den vistas ibland utanför pungen efter 300 dagar och stannar helt utanför efter 350 dagar. Könsmognaden infaller vanligen efter två år. Några individer i fångenskap blev 14 år gamla.

## Bildgalleri

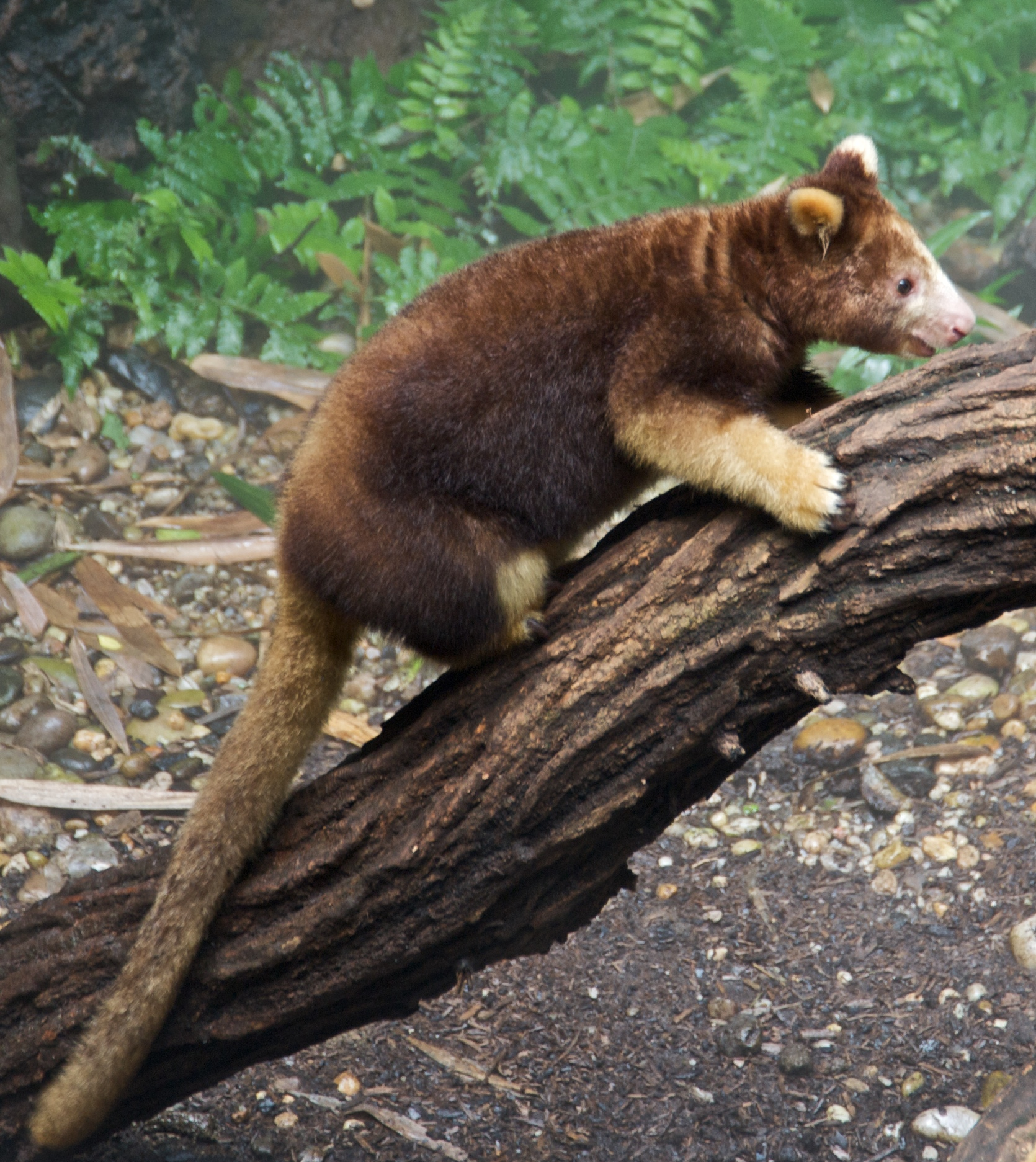
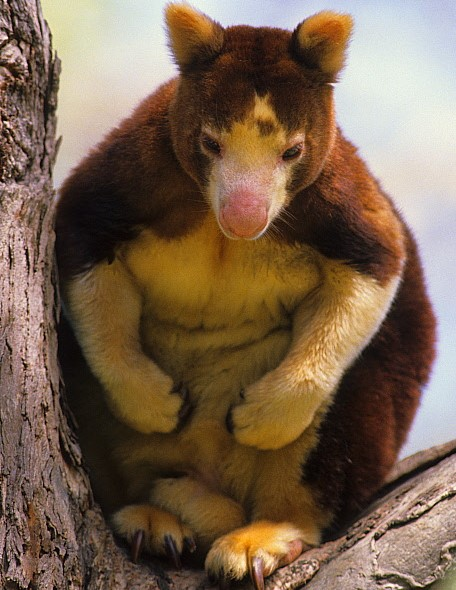
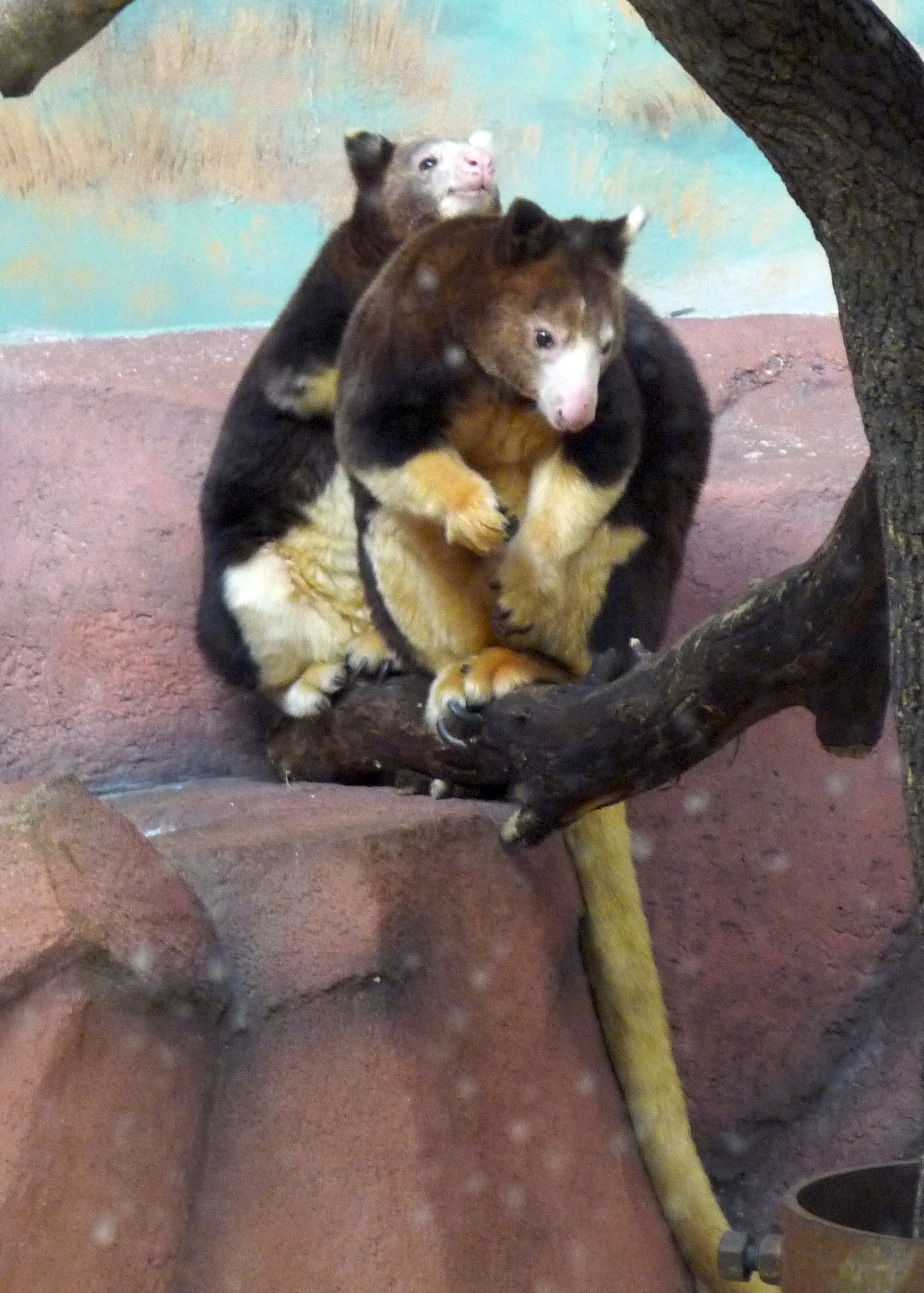